# Verbios
Verbios ist ein spanischer Ort in der Provinz Palencia der Autonomen Gemeinschaft Kastilien und León. Der Ort gehört zu Barruelo de Santullán, er befindet sich acht Kilometer südwestlich vom Hauptort der Gemeinde. Verbios ist über die Straße PP-2123 zu erreichen.

## Sehenswürdigkeiten
- Spätromanische Kirche San Pedro, erbaut im 13. Jahrhundert